# Club Deportivo Leganés
El Club Deportivo Leganés, S.A.D. és un club de futbol de la ciutat de Leganés (Comunitat de Madrid) que juga actualment a la Segona divisió espanyola de futbol.

## Història
El Club Deportivo Leganés va néixer el 26 de juny de 1928, fundat per Félix López de la Serna. El seu primer president fou Ramón del Hierro.
Debutà a Tercera Divisió la temporada 1956-57. Debutà a Segona B la temporada 1987-88. La temporada 1992-93 assolí l'ascens a Segona A. La temporada 2016-17 debutà a Primera.
El 2020 va baixar a la Segona divisió espanyola de futbol després d'empatar amb el Reial Madrid i una decisió polèmica del VAR.

## Uniforme

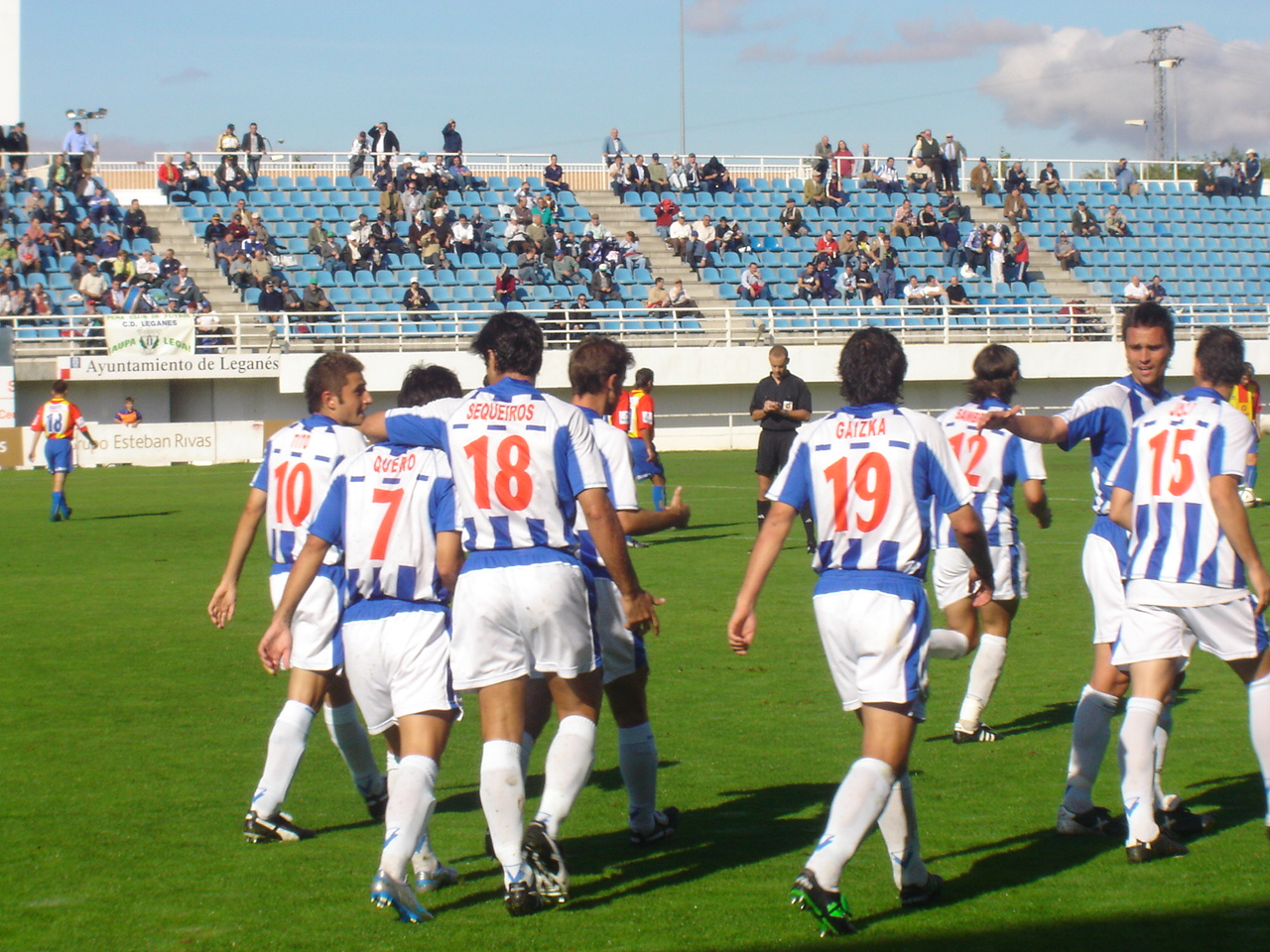
Jugadors del Leganés celebrant un gol

L'equip vesteix samarreta blanca i blava a franges verticals i pantaló blanc. El fabricant és l'empresa Joma. El seu primer uniforme fou, però, blau i grana, i més tard vestí un uniforme tricolor, verd, blanc i vermell.

## Estadis
L'actual Estadi Municipal de Butarque va ser fundat el 14 de febrer de 1998, amb una capacitat per a 8.138 persones i unes dimensions de 105x70 metres. Anteriorment va jugar a un total de tres seus. El primer camp, on jugà des de 1928, fou el Campo del Tiro, un terreny cedit pels militars. Més tard jugà a la Plaça Roma i el 1966 inaugurà l'estadi Luis Rodríguez de Miguel, amb capacitat per a 5.000 espectadors.

## Dades del club
- Temporades a Primera divisió: 1
- Temporades a Segona divisió: 13
- Millor classificació a la lliga: 2è (2a divisió, temporades: 2015-16)
- Pitjor classificació a la lliga: 19è (2a divisió, temporada 03-04)

## Palmarès
- Segona Divisió: 2023–24
- Segona Divisió B: 1992–93
- Tercera Divisió: 1985–86

## Jugadors

### Plantilla 2024-25
A 7 febrer 2025
| N. | Pos. | Nac. | Jugador                                 |
| -- | ---- | --- | --------------------------------------- |
| 1  | POR  | [[Fitxer:Flag of Spain.svg\|23x15px\|border \|alt=Espanya\|link=Selecció de futbol d'Espanya\|{{#if:\|]]                        | Juan Soriano                            |
| 2  | DEF  | [[Fitxer:Flag of Catalonia.svg\|23x15px\|border \|alt=Catalunya\|link=Selecció de futbol de Catalunya\|{{#if:\|]]               | Adrià Altimira (cedit pel Vila-real CF) |
| 3  | DEF  | [[Fitxer:Flag of Spain.svg\|23x15px\|border \|alt=Espanya\|link=Selecció de futbol d'Espanya\|{{#if:\|]]                        | Jorge Sáenz                             |
| 4  | DEF  | [[Fitxer:Flag of Croatia.svg\|23x15px\|border \|alt=Croàcia\|link=Selecció de futbol de Croàcia\|{{#if:\|]]                     | Borna Barišić (cedit pel Trabzonspor)   |
| 5  | MIG  | [[Fitxer:Flag of Peru.svg\|23x15px\|border \|alt=Perú\|link=Selecció de futbol del Perú\|{{#if:\|]]                             | Renato Tapia                            |
| 6  | DEF  | [[Fitxer:Flag of Spain.svg\|23x15px\|border \|alt=Espanya\|link=Selecció de futbol d'Espanya\|{{#if:\|]]                        | Sergio González (capità)                |
| 7  | MIG  | [[Fitxer:Flag of Spain.svg\|23x15px\|border \|alt=Espanya\|link=Selecció de futbol d'Espanya\|{{#if:\|]]                        | Óscar Rodríguez                         |
| 8  | MIG  | [[Fitxer:Flag of Guinea.svg\|23x15px\|border \|alt=Guinea\|link=Selecció de futbol de Guinea\|{{#if:\|]]                        | Seydouba Cissé                          |
| 9  | DAV  | [[Fitxer:Flag of Spain.svg\|23x15px\|border \|alt=Espanya\|link=Selecció de futbol d'Espanya\|{{#if:\|]]                        | Miguel de la Fuente                     |
| 10 | DAV  | [[Fitxer:Flag of Spain.svg\|23x15px\|border \|alt=Espanya\|link=Selecció de futbol d'Espanya\|{{#if:\|]]                        | Dani Raba                               |
| 11 | MIG  | [[Fitxer:Flag of Spain.svg\|23x15px\|border \|alt=Espanya\|link=Selecció de futbol d'Espanya\|{{#if:\|]]                        | Juan Cruz                               |
| 12 | DEF  | [[Fitxer:Flag of France (1794–1815, 1830–1974).svg\|23x15px\|border \|alt=França\|link=Selecció de futbol de França\|{{#if:\|]] | Valentin Rosier                         |

| N. | Pos. | Nac. | Jugador          |
| -- | ---- | --- | ---------------- |
| 13 | POR  | [[Fitxer:Flag of Serbia.svg\|23x15px\|border \|alt=Sèrbia\|link=Selecció de futbol de Sèrbia\|{{#if:\|]]            | Marko Dmitrović  |
| 14 | MIG  | [[Fitxer:Flag of Serbia.svg\|23x15px\|border \|alt=Sèrbia\|link=Selecció de futbol de Sèrbia\|{{#if:\|]]            | Darko Brašanac   |
| 15 | DEF  | [[Fitxer:Flag of Catalonia.svg\|23x15px\|border \|alt=Catalunya\|link=Selecció de futbol de Catalunya\|{{#if:\|]]   | Enric Franquesa  |
| 17 | MIG  | [[Fitxer:Flag of Cameroon.svg\|23x15px\|border \|alt=Camerun\|link=Selecció de futbol del Camerun\|{{#if:\|]]       | Yvan Neyou       |
| 18 | DAV  | [[Fitxer:Flag of Cape Verde.svg\|23x15px\|border \|alt=Cap Verd\|link=Selecció de futbol de Cap Verd\|{{#if:\|]]    | Duk              |
| 19 | DAV  | [[Fitxer:Flag of Spain.svg\|23x15px\|border \|alt=Espanya\|link=Selecció de futbol d'Espanya\|{{#if:\|]]            | Diego García     |
| 20 | DEF  | [[Fitxer:Flag of Spain.svg\|23x15px\|border \|alt=Espanya\|link=Selecció de futbol d'Espanya\|{{#if:\|]]            | Javi Hernández   |
| 21 | MIG  | [[Fitxer:Flag of Spain.svg\|23x15px\|border \|alt=Espanya\|link=Selecció de futbol d'Espanya\|{{#if:\|]]            | Roberto López    |
| 22 | DEF  | [[Fitxer:Flag of Serbia.svg\|23x15px\|border \|alt=Sèrbia\|link=Selecció de futbol de Sèrbia\|{{#if:\|]]            | Matija Nastasić  |
| 23 | DAV  | [[Fitxer:Flag of Morocco.svg\|23x15px\|border \|alt=Marroc\|link=Selecció de futbol del Marroc\|{{#if:\|]]          | Munir El Haddadi |
| 24 | MIG  | [[Fitxer:Flag of Argentina.svg\|23x15px\|border \|alt=Argentina\|link=Selecció de futbol de l'Argentina\|{{#if:\|]] | Julián Chicco    |
| 36 | POR  | [[Fitxer:Flag of Spain.svg\|23x15px\|border \|alt=Espanya\|link=Selecció de futbol d'Espanya\|{{#if:\|]]            | Alvin Abajas     |

### Jugadors històrics destacats
- José Chamot
- Federico Domínguez
- Martín Mantovani
- Samuel Eto'o
- Pierre Webó
- Chupe
- Iván Zarandona
- Christopher Ohen
- Ariza Makukula
- Paulo Torres
- Andrei Mokh
- Alfredo
- Catanha
- Rubén Falcón
- Jordi Lardín
- Pedro Largo
- Carlos Martínez
- Raúl Moreno
- Quini

## Entrenadors
- Joseíto (1979–80)
- Luis Ángel Duque (1989–95)
- Luis Sánchez Duque (1995–97)
- Pedro Braojos (1997–98)
- Luis Sánchez Duque (1998–99)
- Enrique Martín (1999–01)
- Ciriaco Cano (2001)
- Carlos Sánchez Aguiar (2001–02)
- Enrique Martín (2002–03)
- Carlos Aimar (2003–04)
- Víctor Hugo Marchesini (2004)
- Martín Delgado (2004)
- Quique Estebaranz (2005)
- Luis Ángel Duque (2005–06), (2009–10)
- Miguel Rivera (2010–11)
- Rafa Muñoz (2011)
- Miguel Álvarez (2011)
- Carlos Orúe (2011–12)
- Víctor (2012)
- Pablo Alfaro (2012–13)
- Asier Garitano (2013–2018)
- Mauricio Pellegrino (2018–2019)
- Javier Aguirre (2019–2020)
- Josep Lluís Martí (2020–2021)
- Asier Garitano (2021)
- Mehdi Nafti (2021–2022)
- Imanol Idiakez (2022-2023)
- Borja Jiménez (2023-present)

## Premis
El 2017, va rebre el Premi Menina del Ministeri d'Igualtat i la Delegació del Govern per a la Violència de Gènere per haver-se implicat en l'erradicació de la violència de gènere a través de la sensibilització difonent campanyes i missatges en aquesta línia per xarxes socials.